# Parafia św. Mikołaja w Ryczywole
Parafia Świętego Mikołaja w Ryczywole – rzymskokatolicka parafia w Ryczywole, należy do dekanatu czarnkowskiego archidiecezji poznańskiej. Została utworzona w XIV wieku. Mieści się przy ulicy Księdza Stepczyńskiego. Parafię prowadzą księża diecezjalni.